# Потаисса
Потаисса (Potaissa, Patavissa) — древнее дакийское поселение Патависса близ Турдинского прохода, которое занял V Македонский легион Римской империи около 108 г. н. э., организовав на его месте римский каструм Потаисса, сохранившийся до наших дней. В послед. десятилетия вокруг стен каструма вырос римский город, основным занятием жителей которого была разведка и разработка карьеров, остатки которых были хорошо видны до середины XIX века. Около 256 года город приходит в упадок под напором азиатских кочевников и готов. Остатки дако-римского населения покинули его стены и расселились по трансильванским холмам. В средние века на месте разрушенных укреплений заново возник город Турда, который до середины XX века населяли преимущественно венгры и немцы.